# 原子量

鋰-7原子：其中有三個質子、四個中子，三個電子（電子質量的和約佔原子核總質量的1/4300）。其質量為7.016 u。罕見的鋰-6（質量為6.015u）只有三個中子，因此鋰的平均原子量為6.941

原子量（英語：atomic mass），又称原子质量，符号 ma 或 m，即單一原子的質量，其定义为：
一个中性原子处于基态的静止质量。
或
某元素1个原子的平均质量与标准原子质量常量的比值。
原子量的單位為道尔顿（符号 Da）或 统一原子质量单位（符號 u），也有人使用 amu，但通常不計單位。而1道尔顿的定義為一个碳12原子靜止質量的{\displaystyle {\frac {1}{12}}}。
原子核的质子和中子几乎占原子总质量的全部，电子和核结合能的贡献很小。虽然原子質量以質子和中子的質量占多數，但元素的原子量不完全等於其質量數，只是質量數大約是原子量最接近的整數而已。
若將原子量除以原子质量常量，會得到一個無因次量，這個無因次量稱為「相對同位素質量」（relative isotopic mass）。因此碳12的原子量是12u或是12 Da，而一個碳12原子的相對同位素質量就是12。

## 名詞解釋
原子量是于19世纪初由英国科学家約翰·道爾頓提出的，当时重量（weight）和质量（mass）是相同的概念，他说“同一种元素的原子有相同的重量，不同元素的原子有不同的重量”，因此虽然实际指的是原子的质量，但提出的是“atomic weight”这一名词，含义为“原子的重量”，中文翻译为“原子量”。
20世纪初，物理学家采用质谱技术测量原子量，后来物理学上改用比较严谨的“atomic mass”的名称，但是“atomic weight”的用法仍然广泛使用。中文译名“原子量”不包含“质量”和“重量”之名，因此继续沿用至今。

## 计算方法的演變
1803年，道尔顿用氢的原子量为1作为相对原子量的基准。
1826年，永斯·贝采利乌斯改为氧原子量的{\displaystyle {\frac {1}{100}}}为基准；1860年，J.-S.斯塔建议用氧原子量的{\displaystyle {\frac {1}{16}}}为基准，沿用了很长时间。
1929年，W.F.吉奥克和H.L.江斯登发现天然氧中存在着{\displaystyle {\ce {^16O}}}、{\displaystyle {\ce {^17O}}}、{\displaystyle {\ce {^18O}}}三种同位素，它们在自然界的分布不完全均匀，因此用天然氧作为原子量基准就欠妥。后来物理学界改用{\displaystyle {\ce {^16O}}}的{\displaystyle {\frac {1}{16}}}作为原子量基准，化学界还沿用原来的基准，从此原子量出现两种标度，1940年国际原子量委员会确定以1.000275作为两种标度的换算因子：物理原子量 = 1.000275 × 化学原子量。存在两种标度必然经常引起混乱。
1959年，在慕尼黑召开的国际纯粹应用化学联合会（International Union of Pure and Applied Chemistry，简称IUPAC）上，德国J.H.马陶赫建议{\displaystyle {\ce {^12C=}}}12.0000作为原子量基准，并提交国际纯粹与应用化学联合会考虑，后者于1960年接受这一建议。1961年，在蒙特利尔召开的国际纯粹与应用化学联合会上，正式通过这一新基准。1979年，由国际相对原子质量委员会提出原子量的定义。